# Адамс, Полин
Полин Адамс (англ. Pauline Adams; 29 июня 1874, Дублин, Ирландия — 10 сентября 1957) — американка ирландского происхождения, воинственная суфражистка, попавшая в тюрьму за свои политические убеждения.

## Биография
Адамс родилась в Дублине, Ирландия. Она переехала в Соединённые Штаты в 1898 году, жила в округе Брансуик, Северная Каролина, а позже поселилась в Норфолке, Виргиния. Она вышла замуж за норфолкского врача Уолтера Дж. Адамса; он открыл медицинскую практику, и она родила двух сыновей.
Норфолкский филиал Суфражистской Лиги Виргинии был организован во время собрания в её доме 18 ноября 1910 года. Она была избрана первым президентом этого отделения лиги и прослужила два срока, прежде чем отказалась снова баллотироваться. В отличие от других суфражисток, Адамс выступала за воинственный подход, избегая возможности выступить в дипломатической манере во время инаугурации Вудро Вильсона в Вашингтоне. Её воинственная позиция стала причиной раскола в лиге и принесла ей выговор из штаб-квартиры лиги штата в Ричмонде.
В августе 1913 года Адамс была одной из 300 делегатов конференции по избирательному праву в Вашингтоне; она была одной из трёх участниц от штата Вирджиния. С 1917 по 1920 год она была президентом норфолкского отделения Союза избирательных прав женщин Конгресса. Адамс и двенадцать других пикетчиков были арестованы «за попытку выставить напоказ свои знамёна» перед трибуной Вудро Вильсона перед парадом избирательной службы 4 сентября 1917 года. Они предпочли тюрьму штрафу в 25 долларов и были отправлены в работный дом в Оккоквен. Адамс провела некоторое время в одиночном заключении, лишенная предметов личной гигиены. Вот что сообщалось о горячей перепалке между судьёй и Полин Адамс.

Мисс Полин Адамс решительно поругалась с судьей.
— Я хочу вам сказать, — крикнула мисс Адамс, —  что демократия никогда не будет подавлена тюремными стенами.
— И я хочу сказать вам, — прогремел судья Пью, — что избирательное право никогда не будет получено, пока будут преобладать эти ваши методы.
— Но президент сказал, — сказала мисс Адамс.
— Но суды говорят, что нельзя, — ответил судья.
— Президент сказал, — кричала мисс Адамс, — что я могу пикетировать, и слово президента выше суда.
— Двадцать пять долларов или шестьдесят дней, — ответил судья.
После того, как она была освобождена, её и ещё девять человек пригласили на обед в Кэмерон Хаус в Вашингтоне. Местная газета сообщала, что задержанные были отрезаны от всех контактов с внешним миром и не имели книг и письменных принадлежностей во время заключения. Их освободили 4 ноября 1917 года.
В декабре 1917 года Адамс и пять других пикетчиков подали апелляцию на решение полицейского суда, обвиняя в том, что их права «грубо нарушались в суде первой инстанции и что им не было предоставлено справедливое и беспристрастное судебное разбирательство». Обращение было успешным. Суд посчитал, что представленная на тот момент информация суфражистками была слишком расплывчатой, общей и неопределённой, чтобы оправдать приговор.
Полин Адамс была эсперантисткой. В 1913 году она изобрела две популярные настольные игры, которые продавались в Вирджинии и Мэриленде; собранные средства были использованы для поддержки движения суфражисток. После принятия Девятнадцатой поправки к Конституции США в августе 1920 года Адамс стала искать новые вызовы. Она сдала экзамен на адвоката в 1921 году и стала второй женщиной, практикующей юриспруденцию в Норфолке. Она также была вовлечена в политику, работала в кампании Сары Ли Фейн и безуспешно баллотировалась в городской совет. Адамс умерла в 1957 году и была похоронена в Норфолке.